# Вулиця Полонської-Василенко (Київ)
Вулиця Полонської-Василенко — вулиця в Голосіївському районі міста Києва, місцевість Феофанія. Пролягає від вулиці Академіка Заболотного до Пантелеймонівської вулиці.

## Історія
Виникла наприкінці 2010-х під проєктною назвою вулиця Проектна 13089. Назва — на честь української історикині, архівістки Наталії Полонської-Василенко — з 2018 року.